# Eugnesia papuensis
Eugnesia papuensis là một loài bướm đêm trong họ Geometridae.